# Isodiafero
Gli isodiaferi sono nuclidi che possiedono la stessa differenza tra neutroni e protoni presenti, ovvero hanno lo stesso valore N-Z dove N è il numero neutronico e Z è il numero atomico. Possono generarsi in seguito a un decadimento alfa: se si indica con X un atomo che decade emettendo una particella α producendo un nuovo atomo Y, come banalmente verificabile X e Y risultano due isodiaferi. 
Esempi di isodiaferi sono 23490Th e 23892U, con valore N-Z pari a 54.